# Merrow
Merrow är en ort i distriktet Guildford, i grevskapet Surrey, i England. Ward hade 8 065 invånare år 2021. Merrow var en civil parish fram till 1933 när blev den en del av Guildford och West Clandon. Civil parish hade 1 690 invånare år 1931.